# 千束善右衛門
千束 善右衛門（せんぞく ぜんえもん、生年不詳 - 寛永15年2月28日（1638年4月12日））は、江戸時代前期の人物。
島原の乱の一揆勢の首謀者のひとりで、天草十七人衆（また、天草五人衆）のひとり。キリシタン。
小西行長に供頭として仕えた。関ヶ原の戦いの際、小西行長の使者として大村氏・五島氏のもとへ遣わされた記録が残っている。小西氏滅亡後は浪人となり、天草大矢野に住んだ。
島原の乱を首謀し、原城籠城戦の際はニノ丸番頭として原城二の丸を守備した。実録物『天草騒動』によると、原城落城時に大矢野松右衛門・田崎刑部らとともに戦うも肥後細川藩兵に討たれたという。